# リチャード・スカーリー
リチャード・スカーリー（Richard McClure Scarry、1919年6月5日 - 1994年4月30日）は、アメリカ合衆国の児童文学作家である。
代表作はBusytownシリーズなど。姓はアイルランド系で本来スカーリのように発音するが、英単語のscaryと同音でスケアリのように読まれることが多い。

## 生涯
1919年6月5日にアメリカ合衆国マサチューセッツ州ボストンに生まれた。父親は大きな商店を営んでおり、大恐慌のときにも安定した生活を送っていた。彼は学校が嫌いで絵ばかり描いており、また頻繁に欠席したため高校卒業に5年かかってしまう。父はハーバード大学へ進学することを求めていたが入学できず、また父の命ずるまま実務学校へ入学したが1年ももたずに退学した。
1939年にボストン美術館の美術学校に入学しそこでの生活を謳歌するが、第二次世界大戦のため1942年に徴兵されて卒業することはできなかった。戦中は連合国軍の広報部門で出版物の制作に携わる。
戦後はニューヨークで様々な雑誌の美術部で働き、1949年にLittle Golden Booksと契約してイラストレーターとして活動する。はじめは他人の作品に絵を付けることが多かったが、1955年以降は主に自身の作品を発表するようになる。
1948年にPatricia Murphyと結婚し、彼女と共作の絵本もいくつか存在している。息子Richard Scarry, Jr.もイラストレーターで、またの名をHuck Scarryという。
1968年にスイスのローザンヌに移住し、1972年にグシュタードにシャレーを購入。1980年代になると黄斑変性症のため視力が落ちたが制作を続けた。1994年4月30日、心筋梗塞により死去。